# Curt Kühne
Curt Kühne, auch Kurt Kühne, (* 8. August 1883 in Zeulenroda; † 25. August 1963 in Linz) war ein deutscher Architekt, Stadtbaudirektor und Zivilingenieur in Linz.

## Leben

### Zeit vor Linz
Ab 1905 studierte Kühne Architektur an der Technischen Hochschule Dresden, die nicht nur einen guten Ruf hatte, sondern wo zu dieser Zeit auch der berühmte Städtebauer Cornelius Gurlitt lehrte. Kühne legte 1912 die Staatsprüfung ab und kam während seiner Studienzeit in Dresden mit der Gartenstadtbewegung in Berührung, etwa durch die erste deutsche Gartenstadt Hellerau. Vor seinem Dienstantritt als Stadtbaudirektor in Linz am 25. Jänner 1915 arbeitete er von Juli 1911 bis zu seinem Wechsel nach Linz für das Stadtbauamt Charlottenburg als Bauvorsteher, dabei wurde er mit dem Zweckverband Groß-Berlin vertraut. Neben seiner akademischen Ausbildung konnte Kühne auch eine praktische Ausbildung als Maurer- und Zimmerergeselle vorweisen.

### Stadtbaudirektor und weiteres Wirken in Linz
Curt Kühne bewarb sich im Herbst 1914 um die ausgeschriebene Stelle des Linzer Stadtbaudirektors und trat am 25. Jänner 1915 in den Dienst der Stadt Linz. Er wirkte hier bis zu seinem Ruhestand 1949 unter zwölf Bürgermeistern und erhielt 1940 die Befugnis eines Zivilingenieurs für Hochbau. Während des ersten Jahrzehnts seiner Dienstzeit kam es zu zahlreichen Eingemeindungen. Auf die Gemeinde St. Peter 1915 folgten 1919 die Stadtgemeinde Urfahr sowie die Gemeinde Pöstlingberg und 1923 Kleinmünchen, wobei Kühne bei der letztgenannten Eingemeindung im Verhandlungskomitee saß. Zusätzlich begleitete er von 1921 bis 1934 die Verhandlungen mit der Gemeinde Steyregg über Gebietsabtretungen an Linz.
In der Zwischenkriegszeit oblag es dem Stadtbaudirektor, das deutlich gewachsene, zersiedelte Stadtgebiet zusammenzufügen. Die Zeit erwies sich aber als zu kurz, um eine städtebauliche Einheit zu schaffen. Dieses Problem hatte Kühne bereits 1927 erkannt:

„Es wäre für die Durchbildung des Zusammenhangs [des Stadtgebiets von Linz, Anm.] von größtem Vorteile gewesen, wenn schon vor einem Jahrzehnt, also vor den Eingemeindungen, sich Urfahr, Harbach, Katzbach, Steg, St. Magdalena, Dornach, Plesching, Steyregg, St. Peter, Kleinmünchen, Ebelsberg, Hart, Leonding, Pasching, Ruefling zu einem Zweckverband „Großlinz“ zusammengeschlossen hätten, um technische Belange, wie Straßenführungs- und Siedlungsfragen, zwar jedes in eigener Interessensphäre selbständig behandelnd, aber doch mit Rücksicht auf das große entstehende Ganze in bezug (!) auf Verkehr und Verbauung von einer Zentralstelle aus begutachten zu lassen. Dabei wäre so manches unterblieben, was heute nicht mehr gutzumachen ist.“

Kühne spricht nicht nur den Mangel an Zusammenarbeit vor den Eingemeindungen an, sondern sagt auch offen, dass zahlreiche städtebauliche Probleme, die heute noch Linz begleiten, verhinderbar gewesen wären. Zu diesem Schluss konnte er aufgrund seiner Erfahrung mit dem Zweckverband Groß-Berlin kommen.

Vorgängerkonstruktion der Nibelungenbrücke im Jahr 1910 (1872 erbaut)

Zur selben Zeit war Kühne auch mit der Entwicklung eines Flächenwidmungsplan für Linz beschäftigt. Er ließ nicht nur Geländeaufnahmen des gesamten Stadtgebietes, sondern auch einen Gesamtstadtplan erstellen, den er als Voraussetzung für einen Generalverbauungsplan sah. Dazu formte Kühne in seinen Veröffentlichungen zahlreiche Gedanken zur Stadtentwicklung. 1927 beschreibt er etwa detailreich den Zustand der zu dieser Zeit bestehenden Vorgängerkonstruktion der Nibelungenbrücke aus dem Jahr 1872 und befürchtete bevorstehenden „Bruch von Konstruktionsteilen“ (Curt Kühne). Seine Ideen flossen in den ersten Flächenwidmungsplan in Oberösterreich, der 1934 für Linz vorgestellt wurde und als Planungsziel von 150.000 bis 160.000 Einwohnern ausging.
Von 1924 bis 1927 veröffentlichte Kühne zahlreiche Gedanken über die weitere Stadtentwicklung.  Beim von ihm angedachten Brückenneubau über die Donau wollte er auf Linzer Seite den zum Hauptplatz bestehenden,  „das Stadtbild verschandelnde[n] mehrgeschossige[n] formenhäßliche[n] (!) Wohnstock“ (Curt Kühne) verschwinden lassen. Der Neubau der Brücke wurde von 1938 bis 1940 unter den Nationalsozialisten samt neuen Brückenkopfgebäuden durchgeführt. Gleichsam plante Kühne für den Osten der Stadt nicht nur ein Industriegebiet im Raum St. Peter, sondern auch einen Donauhafen samt Schiffswerft. Auch diese Vorhaben wurden während der NS-Zeit realisiert.

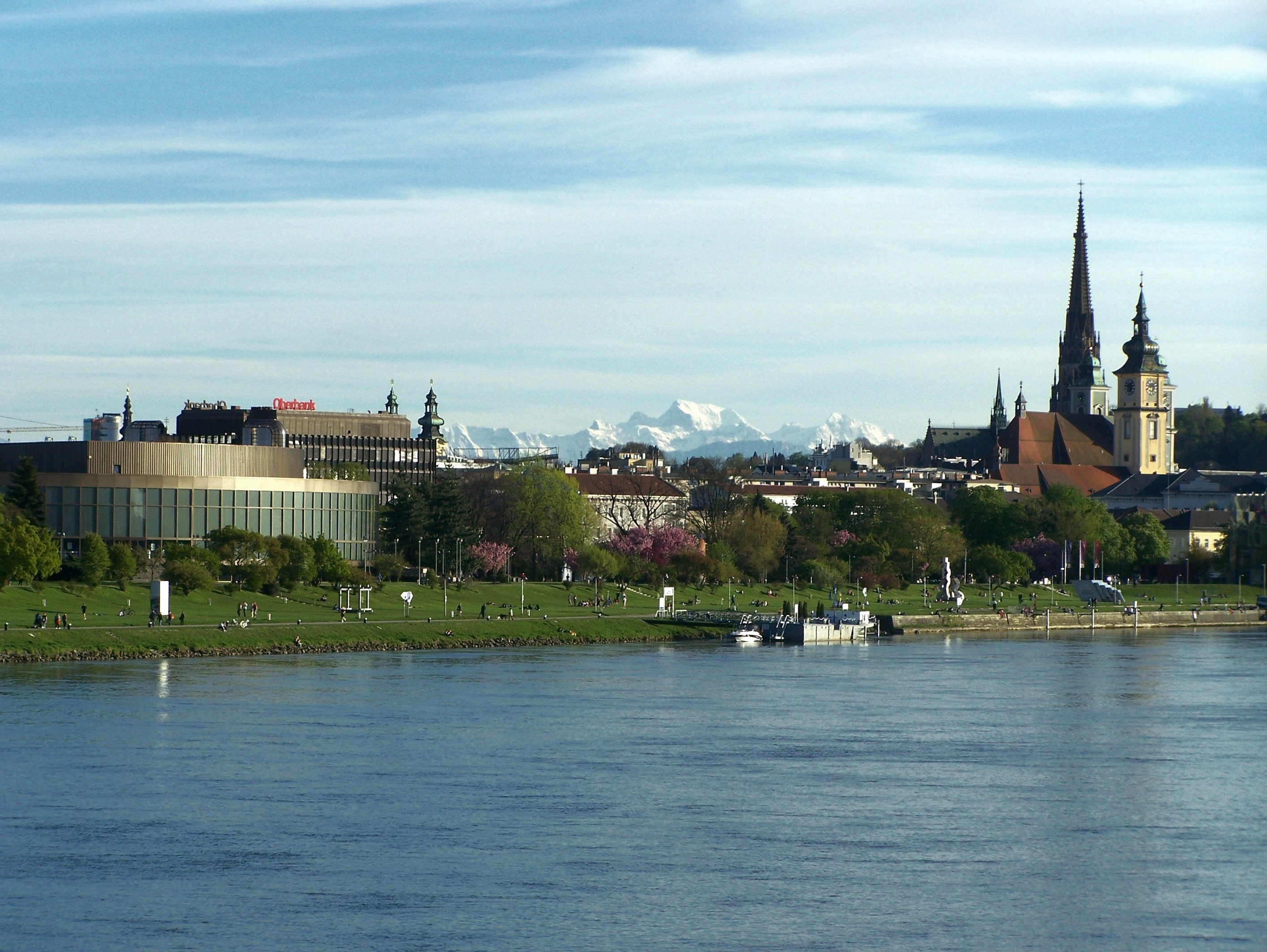
Blick auf die Donaupromenade mit dem Brucknerhaus links

Zusätzlich trat er etwa für das Anlegen einer Donaupromenade zwischen Eisenbahn- und der heutigen Nibelungenbrücke, den Bau eines neuen Rathauses und den Neu- oder Umbau der  Eisenbahnbrücke ein. Wie schon die zuvor genannten Planungen wurden auch die beiden erstgenannten Vorhaben realisiert, die Donaupromenade 1974 und das Neue Rathaus von 1981 bis 1985. Da sich zahlreiche seiner Gedanken zur Stadtentwicklung in den Plänen der Nationalsozialisten wiederfanden, gelten sie bis heute fälschlicherweise als Schöpfungen des Führers und seiner Architekten.
Nach der Machtübernahme der Nationalsozialisten wurde Kühne 1938 mit nur 58 Jahren frühzeitig pensioniert, da er als Sozialdemokrat galt. Er kämpfte dagegen an, indem er beteuerte, politischen Umschwüngen gegenüber neutral zu stehen, und wurde nach Kriegsausbruch 1939 wieder im Magistrat als Hilfsangestellter im Wirtschaftsamt eingesetzt. 1942 kam er zurück ins Stadtbauamt, seine ehemalige Leitungsposition erhielt er allerdings nicht zurück. Nach dem Krieg wurde er bis Ende 1948 Sonderbeauftragter von Bürgermeister Ernst Koref und arbeitete in dieser Funktion unter anderem an der Planung des Wiederaufbaus von Linz mit.

## Baustil, Einfluss und bedeutsame Bauten

### Baustil und Einfluss
Über Kühnes Baustil kann wenig gefunden werden. Otto Constantini  beschreibt, dass seine Bauwerke „klare Formen“, eine „schöne Gliederung“ (Diesterwegschule) oder eine „geschmackvolle Fassade“ (Parkbad) aufweisen. Friedrich Achleitner wiederum sieht „bescheidene Monumentalität“ mit „traditionelle[n] Kompositionsmittel[n]“ (Volkshaus Franckviertel), eine gute „räumliche Organisation“ (Diesterwegschule) oder eine „signifikante Eingangsfront“ (Parkbad). Sowohl die Diesterwegschule als auch das Parkbad wurden nach den jeweiligen Eröffnungen von der konservativen Gemeinderatsopposition kritisiert, man sah sie als luxuriös an.
Im August und September 1929 fand in Linz die Ausstellung „Wohnung und Siedlung in Stadt und Land“ statt, die vom späteren Bürgermeister Koref organisiert wurde. Obwohl nirgends dokumentiert ist, dass Kühne direkt an der Ausstellung involviert war, so wird sie dennoch aufgezählt als Beispiel, wie Linz ein offenes Klima und Interesse für Baukunst geschaffen hat – ein Umstand, dem auch Kühne direkt zugesprochen wird. Neben seinen eigenen Bauten sei nochmals auf seine stadtplanerische Tätigkeit hingewiesen, die Linz zu seiner Lebzeit – und teilweise darüber hinaus – prägte.
Ebenfalls erwähnenswert ist, dass Kühne eine Erweiterung der Baugesetze weg von rein technischen Belangen wollte:

„[D]ie Behörde muß (!) die Baugenehmigung binden können an die Erfüllung schönheitlicher, städtebaukünstlerischer Voraussetzungen. Die Raumbildung muß (!) unter dem Einfluß (!) der Behörde stehen, einzelne Häuser im „modellartig“ vor dem Ausbau geformten Baublock müssen in ihrer Ausführung so zusammenklingen, daß (!) die Stadtbaukunst Unschönheiten, Zerfahrenheit und Disharmonien von vorneherein abdrängt.“

Gleichsam sprach er sich neben der Berücksichtigung von ästhetischen Gesichtspunkten in der Baukunst auch für eine Gartenkunst aus: „Eine Siedlung ohne Grünflächen, ohne Baumbestand wirkt leblos und kalt, erst die Anpflanzung schafft Leben.“ (Curt Kühne) Darüber hinaus zeichnete er sich für die Entwicklung eines Verfahrens zur Herstellung von Zementhohlsteinen verantwortlich, wodurch die Gemeinde in der Zwischenkriegszeit Baumaterial zum Selbstkostenpreis abgeben konnte. In der zu dieser Zeit stark von Wohnungsnot geplagten Stadt konnte damit der Eigenwohnbau gefördert werden.

## Werk

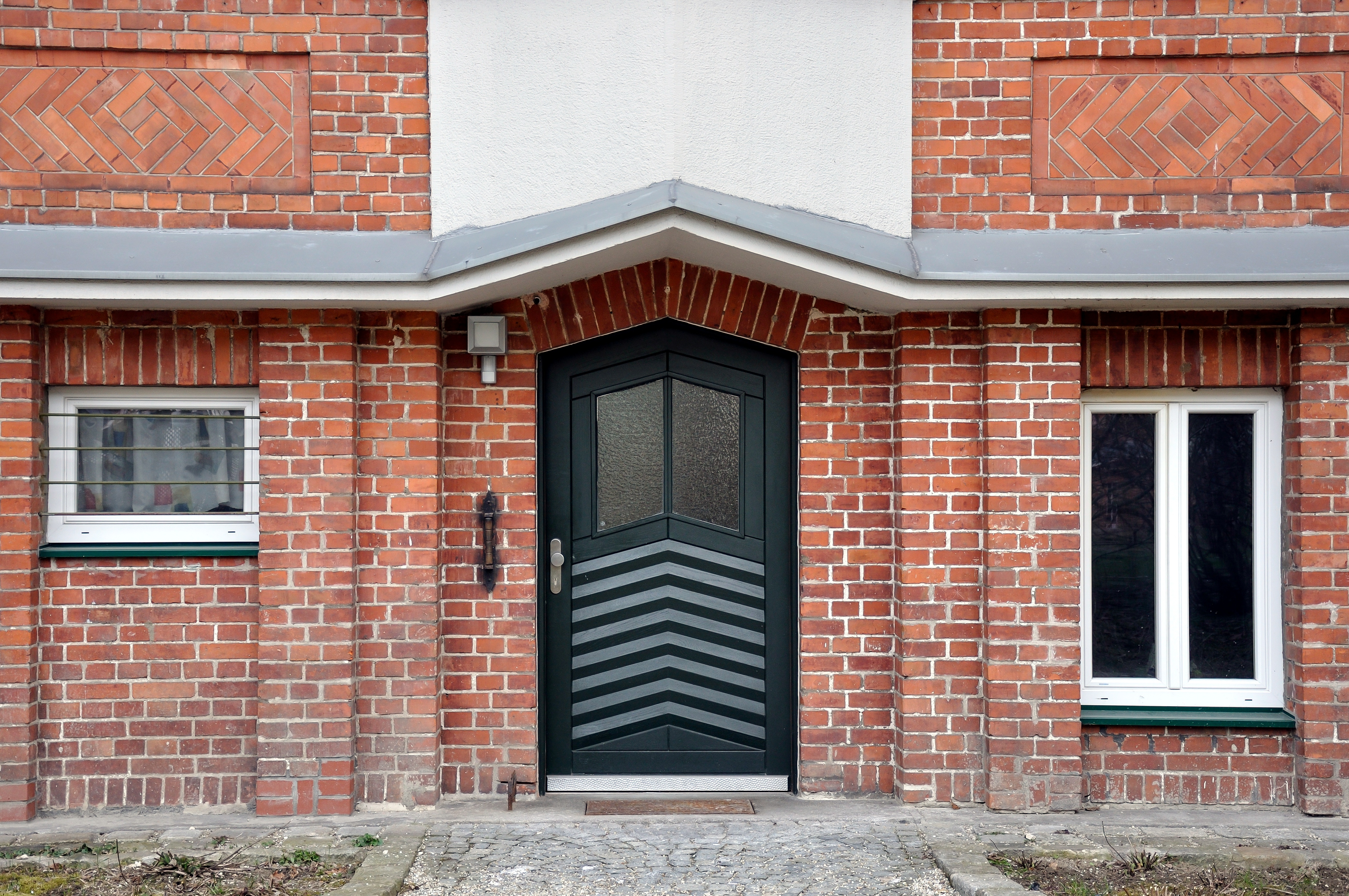
Risalitartig vortretende Eckteile beim Dametzhof

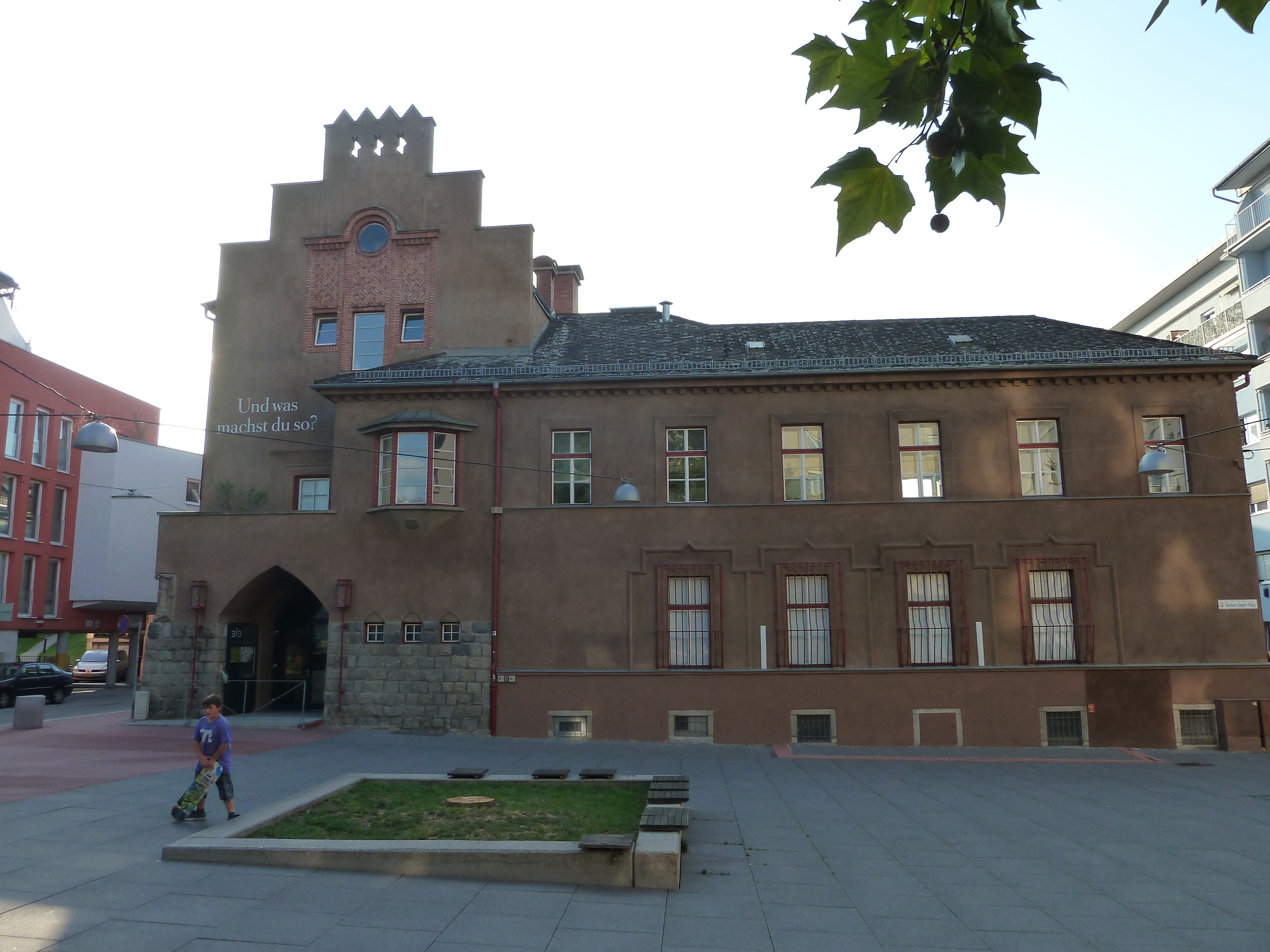
Linzer Volksküche

- 1919–1925: Siedlung Scharlinz in Linz, Angerholzerweg / Haydnstraße / Schwindstraße / Spaunstraße
- 1921–1925: Wimhölzel-Hinterland-Verbauung
- 1925: Wohnhausanlage Kaufleitnergründe in Linz, Garnisonstraße / Planckstraße
- 1926: Kommunaler Wohnbau in der Pestalozzistraße in Linz, von Hans Feichtlbauer, nach dem Stil der Wohnhausanlage Kaufleitnergründe
- 1926: Linzer Volksküche, heute genutzt durch das Architekturforum Oberösterreich und als Galerie der Künstlervereinigung MAERZ, Herbert-Bayer-Platz
- 1926–1927: Platzseitige Zubauten zur Haupt- und Volksschule von Ferdinand Bachbaur aus dem Jahr 1910 in der Zeppelinstraße in Linz
- 1926–1929: Wohnhausanlage in Linz, Gruberstraße
- 1927: Wohnhausanlage in Linz, Unionstraße 50–70
- 1927: Wohnbebauung in Linz, Franckstraße
- 1927: Arbeiterkolonie in Linz, Sintstraße
- 1927: Neugestaltung der Realoberschule in Linz, Steingasse, wurde bis 1995 als Berufsschule Linz 1 genutzt
- 1927–1928: Dametzhof in Linz, Hyrtlstraße / Körnerstraße / Reischekstraße
- 1927–1936: Füchselgutsiedlung in Linz, Don-Bosco-Weg / Füchselstraße
- 1928–1929: Volkshaus Franckviertel in Linz
- 1928–1929: Fleischmarkthalle in Linz, Holzstraße
- 1929–1931: Diesterwegschule in Linz, Khevenhüllerstraße
- 1929–1930: Parkbad in Linz
- 1931: Arbeiterhäuser in Linz, Sintstraße
- 1932–1935: Pfarrkirche St. Antonius in Scharlinz (Teilrealisierung mit dem Pfarrsaal in der Einfaltstraße, der fünf Jahrzehnte als Notkirche diente und 1983 abgebrochen wurde)[14][15]

## Ehrungen
- In Linz wurde die Kühnestraße nach ihm benannt.[16]

## Ausstellungen
- Gebaut für alle. Curt Kühne und Julius Schulte planen das soziale Linz (1909–38). Nordico, Stadtmuseum Linz, November 2021 bis 18. April 2022.